# النقل في إيران

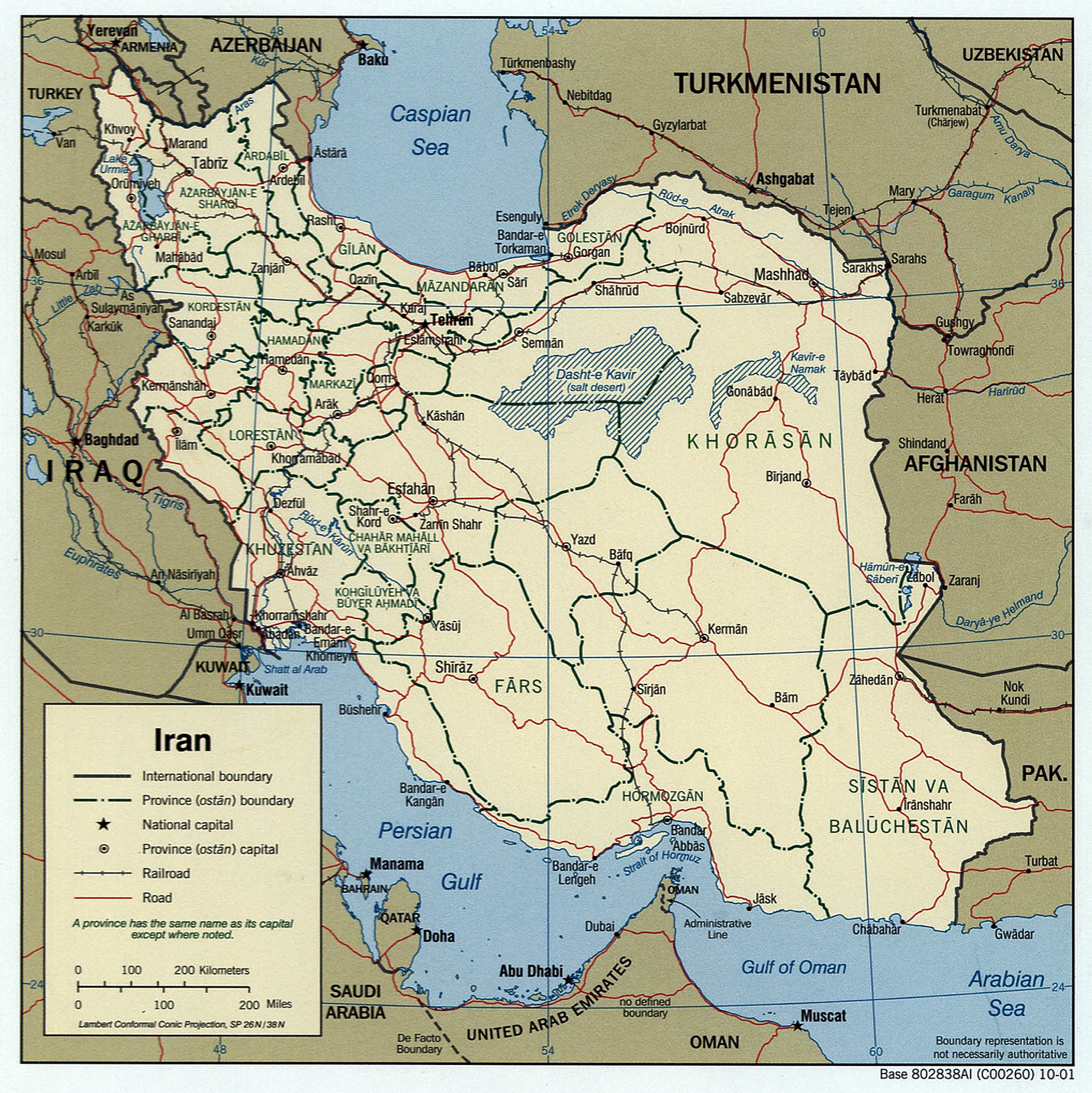
الطرق والسكك الحديدية الرئيسية في إيران. طهران هي مركز نظام النقل والاتصالات في إيران.

تمتلك إيران شبكة طرق مرصوفة طويلة تربط معظم مدنها وجميع مدنها. في عام 2011، كان لدى البلاد 173,000 كيلومتر (107,000 ميل) من الطرق، تم تمهيد 73% منها. في عام 2008 كان هناك ما يقرب من 100 سيارة ركاب لكل 1000 نسمة.
تعمل القطارات على 11,106   كم (6,942   ميل) من مسار السكة الحديد. ميناء الدخول الرئيسي للبلاد هو بندر عباس على مضيق هرمز. بعد الوصول إلى إيران، يتم توزيع البضائع المستوردة في جميع أنحاء البلاد عن طريق الشاحنات وقطارات الشحن. خط سكة حديد طهران - بندر عباس، الذي افتتح في عام 1995، يربط بندرعباس بنظام السكك الحديدية في آسيا الوسطى عبر طهران ومشهد. تشمل الموانئ الرئيسية الأخرى بندر العنزالي وبندر تركمان على بحر قزوين وخرمشهر وبندر إمام الخميني على الخليج العربي.
تمتلك عشرات المدن المطارات التي تخدم طائرات الركاب والبضائع. تأسست إيران للطيران، شركة الطيران الوطنية، في عام 1962 وتقوم بتشغيل الرحلات الداخلية والدولية. تحتوي جميع المدن الكبيرة على أنظمة نقل عام باستخدام الحافلات، وتوفر العديد من الشركات الخاصة خدمة الحافلات بين المدن. همدان وطهران ستجري أعلى البينية وقربه مركزية بين مدن إيران، بشأن الطرق البرية والجوية، على التوالي.
النقل في إيران غير مكلف بسبب دعم الحكومة لسعر البنزين. الجانب السلبي هو سحب كبير على خزائن الحكومة، وعدم الكفاءة الاقتصادية بسبب أنماط الاستهلاك المهدرة للغاية، والتهريب مع البلدان المجاورة وتلوث الهواء. في عام 2008، عمل أكثر من مليون شخص في قطاع النقل، وهو ما يمثل 9% من الناتج المحلي الإجمالي.

## السكك الحديدية

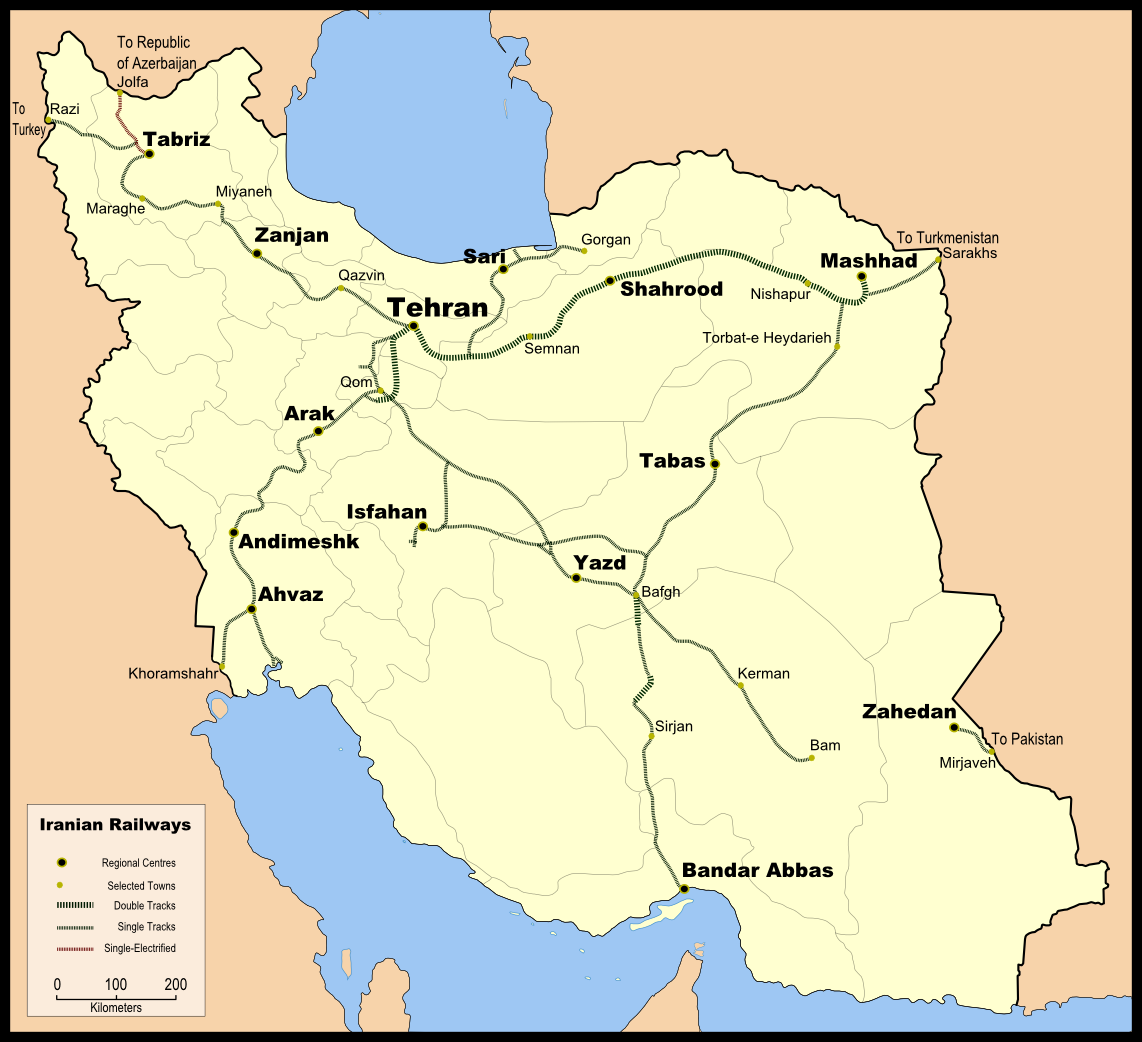
خريطة نظام السكك الحديدية (09-2006)

## انتقال سريع

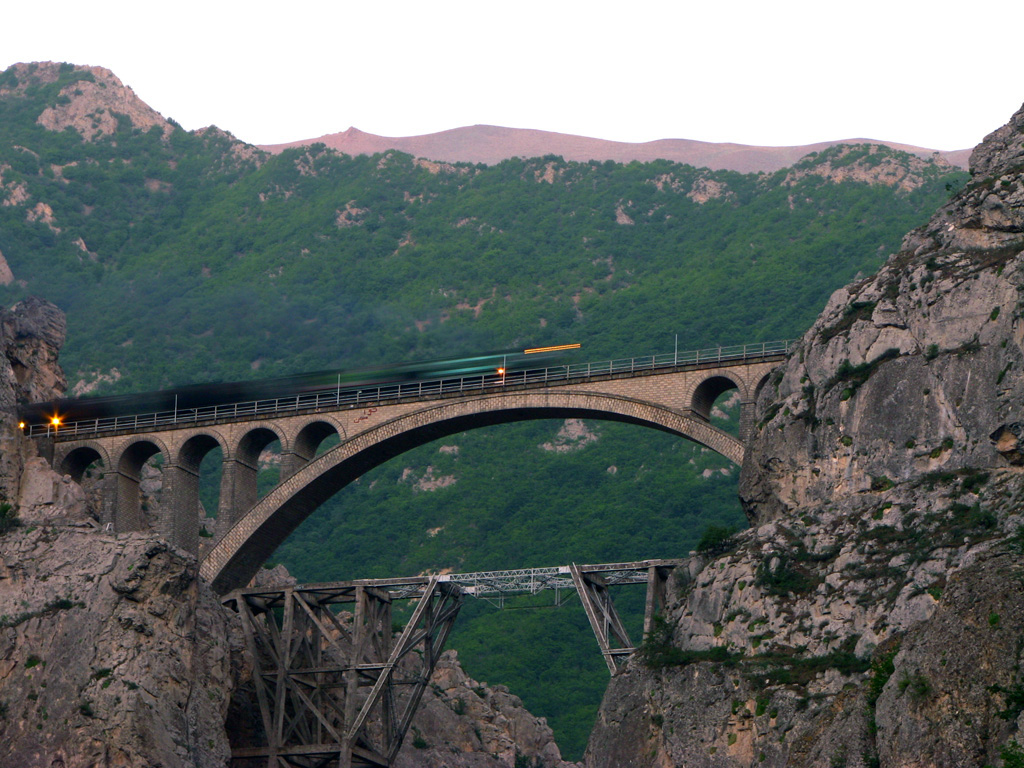
جسر فيريسك

### مترو طهران

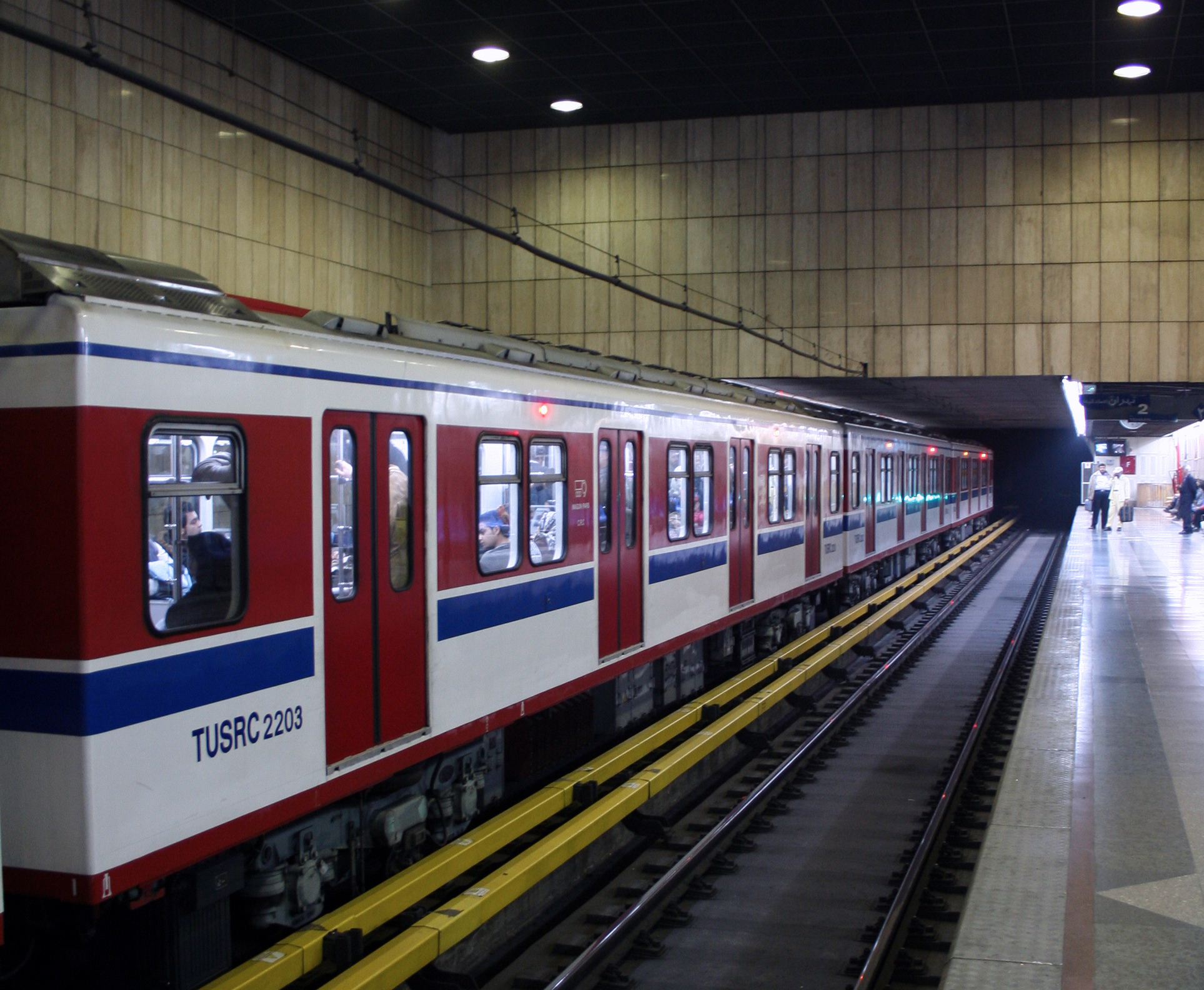
مترو طهران

## خطوط الأنابيب

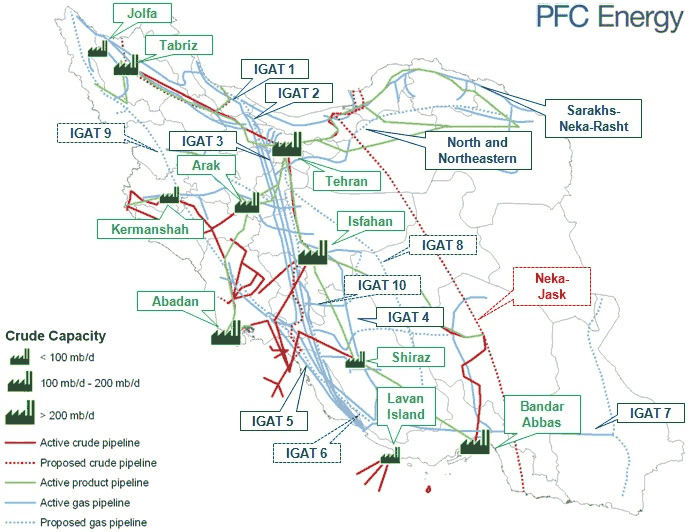
خط الغاز الإيراني.

## الموانئ والمرافئ

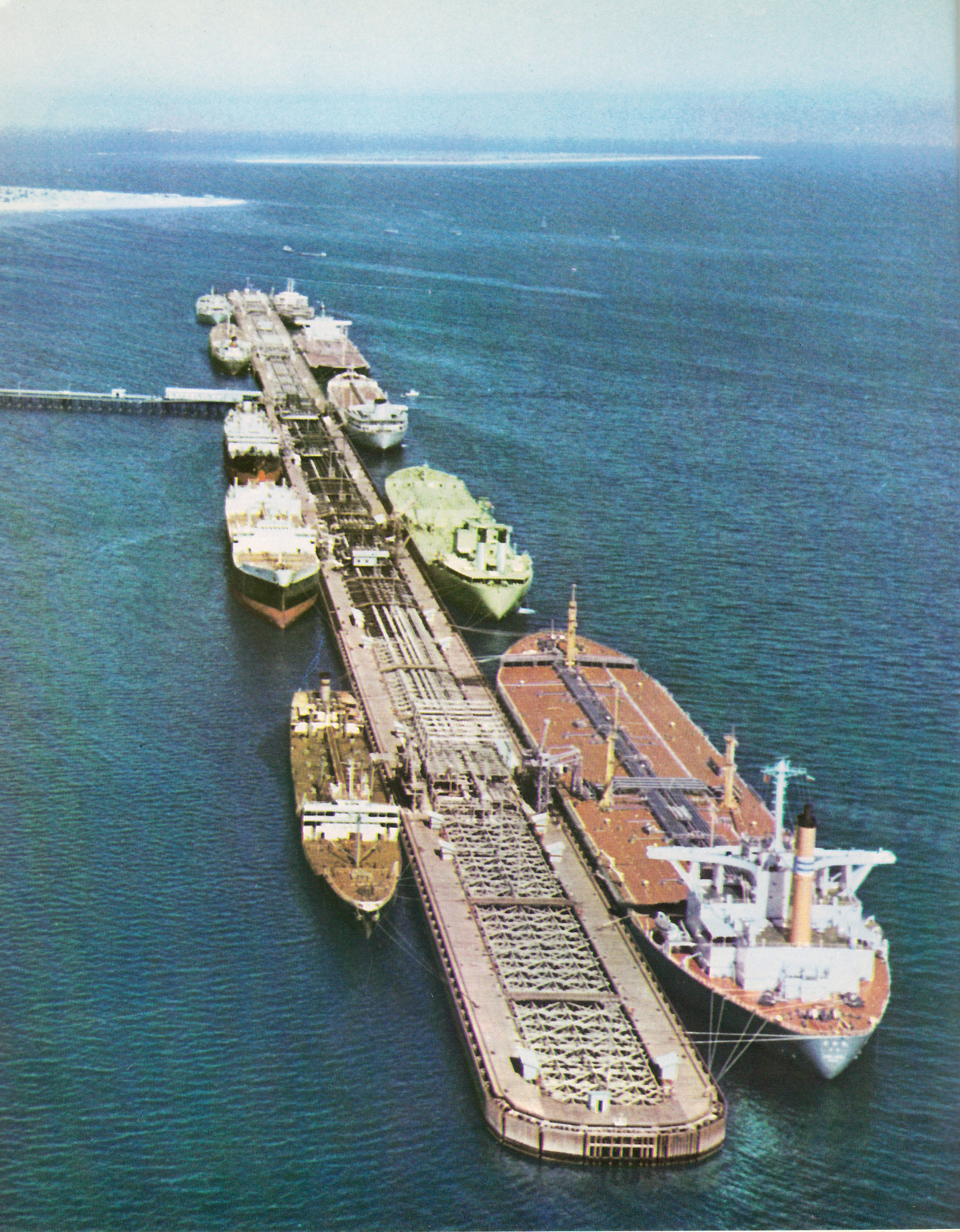
حتى عام 2015، تتعامل محطة نفط الخارجة مع حوالي 90% من صادرات النفط الخام الإيرانية.

خريطة ممر النقل بين الهند وإيران وأفغانستان

## وزارة الطرق والتنمية العمرانية
وزارة الطرق والتنمية العمرانية هي المسؤولة عن دراسة وتحديد سياسة التسعير الخاصة بالنقل، وكذلك إصدار التراخيص لتأسيس شركات النقل. بالإضافة إلى ذلك، الوزارة مسؤولة عن تنفيذ سياسات النقل الشاملة والمتكاملة في إيران. اعتبارًا من عام 2016، تشمل خطط الاستثمار الأجنبي المباشر في قطاع النقل أكثر من 5,600  كم من الطرق السريعة، 745  كيلومتر من الطرق السريعة، وما يقرب من 3000   كيلومتر من الطرق الرئيسية. تبلغ قيمة هذه المشاريع وغيرها 25 مليار دولار (لا تشمل شراء الطائرات بقيمة 50 مليار دولار أخرى). وتقول إيران إنها بحاجة إلى أكثر من 40 مليار دولار لإكمال 258 مشروع نقل رئيسي غير مكتمل (2016).

## التاجر البحري
- المجموع: 76 (2013)[9]

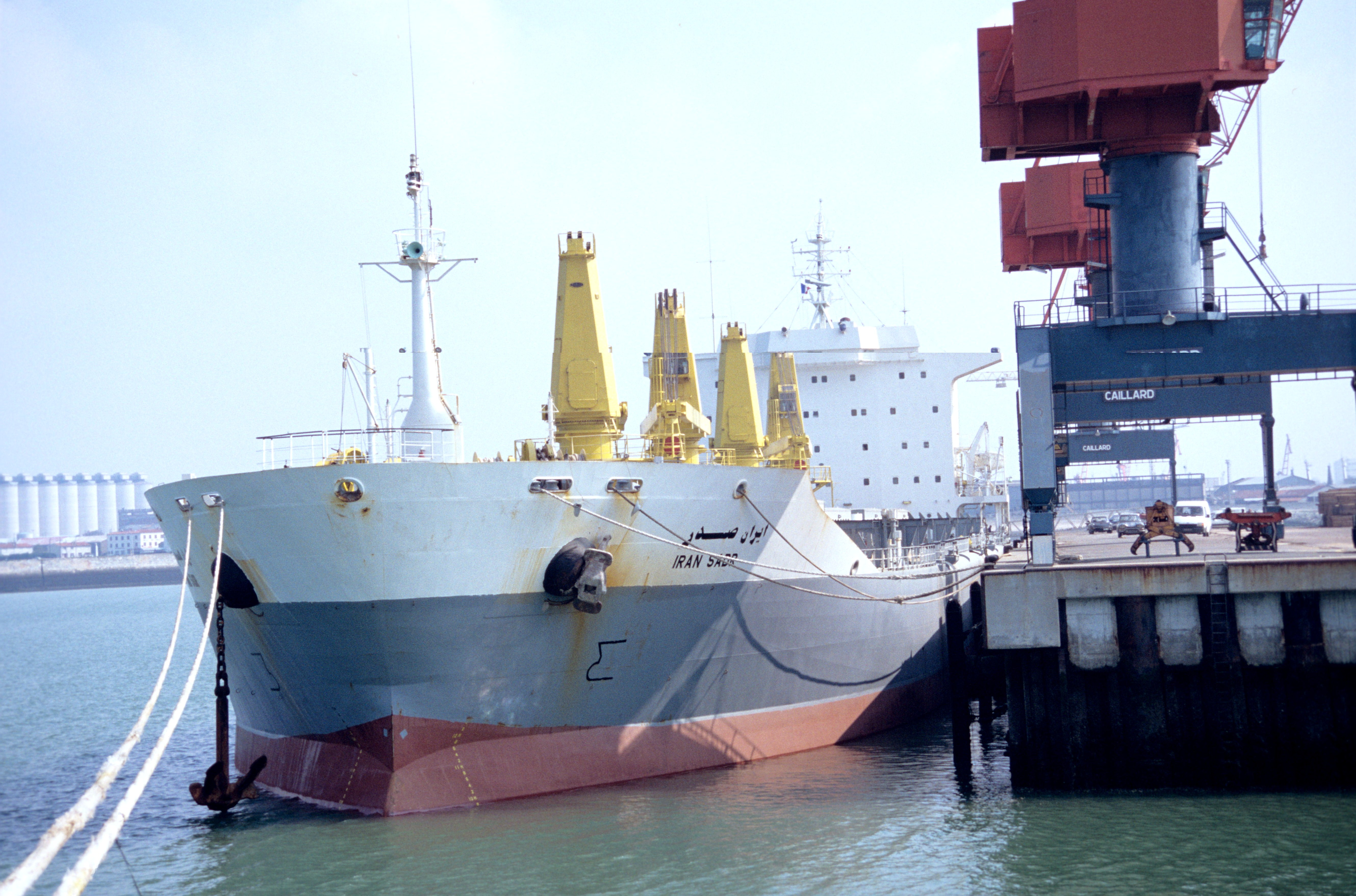
تضم المنظمة البحرية الدولية 140 دولة عضوًا، وتحتل إيران المرتبة الأولى بين أفضل 20 دولة

- حسب النوع: ناقلات البضائع السائبة 8، البضائع 51، ناقلة المواد الكيميائية 3، الحاوية 4، الغاز المسال 1، الركاب / البضائع 3، ناقلة البترول 2، البضائع المبردة 2، الدحرجة / التدحرج 2

- ملكية أجنبية: 2 (الإمارات 2)

- مسجل في بلدان أخرى: 71 (بربادوس 5، قبرص 10، هونغ كونغ 3، مالطا 48، بنما 5) (2010)[9]
- سوف ينمو شحن الشحن (المهم لصادرات الغاز الطبيعي السائل (LNG)) بمتوسط 5.3 في المائة سنويًا في 2009-2013.[10]

على مدى العقدين التاليين، ستحتاج إيران إلى 500 سفينة جديدة، بما في ذلك 120 ناقلة نفط و 40 ناقلة للغاز الطبيعي المسال وأكثر من 300 سفينة تجارية.

## المطارات وشركات الطيران
- المطارات: 319 (2013)[9]

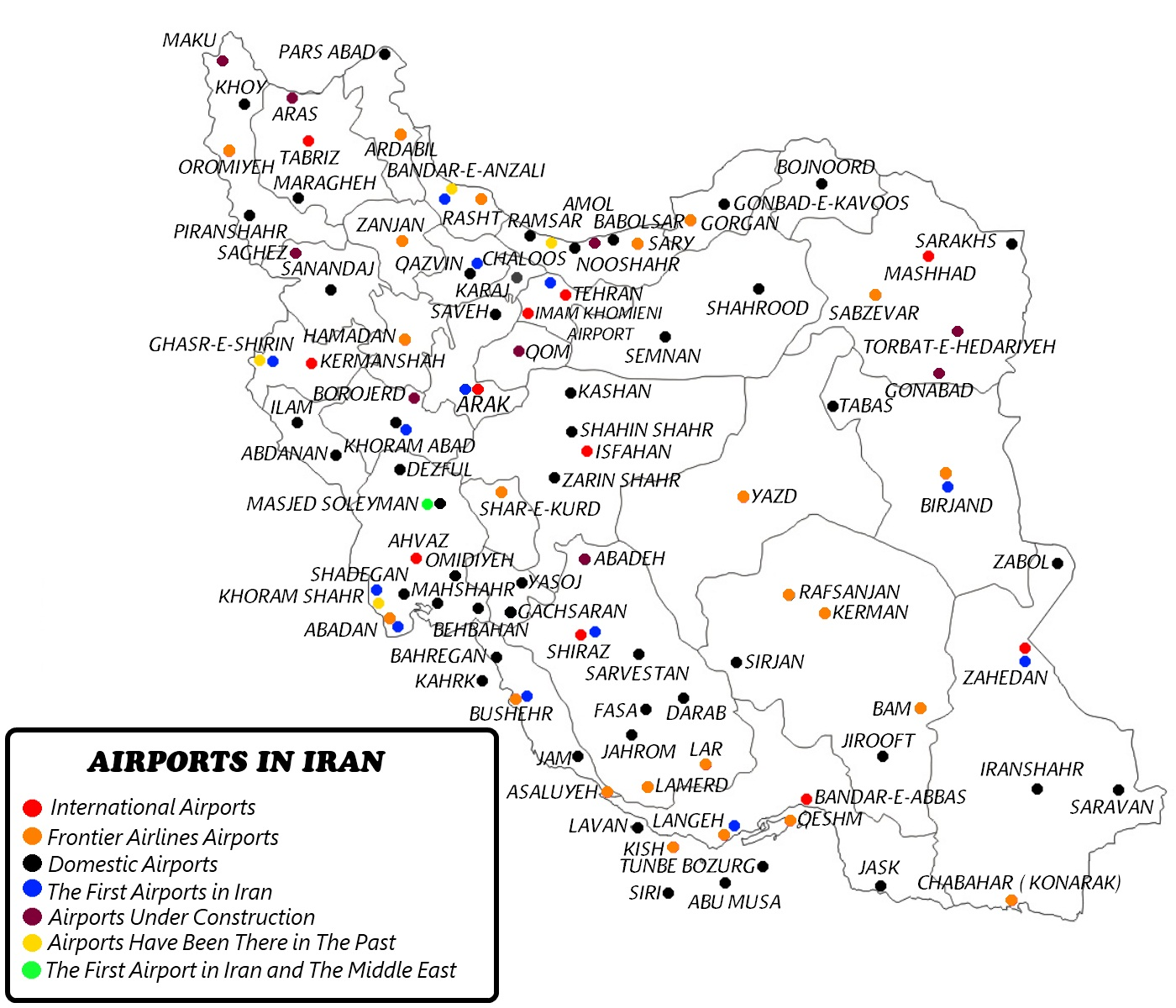
المطارات في إيران.

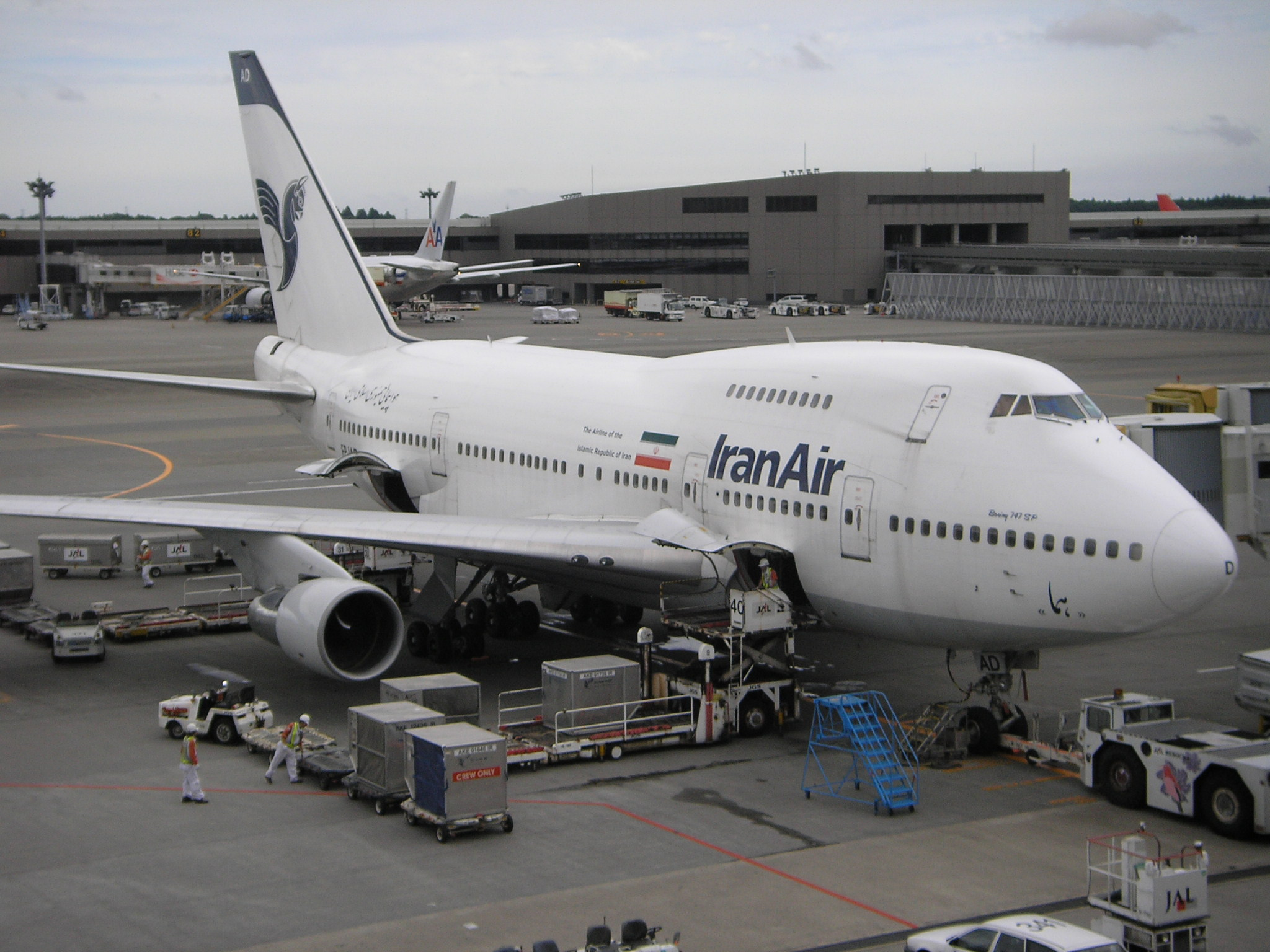
طائرة الخطوط الجوية الإيرانية بوينج 747 إس بي في مطار ناريتا الدولي

- هناك 54 مطارًا «رئيسيًا» في إيران (2008): 8 مطارات دولية و 21 حدود جوية و 25 محلية.[12]
- بلغ عدد الرحلات الجوية من المطارات في جميع أنحاء البلاد 31,088 في شهر (20 أكتوبر - 20 نوفمبر 2008): 10,510 رحلات داخلية و 4,229 رحلات دولية و 15,404 ترانزيت.[13]
- سعة المطار للمغادرين والقادمين: 73 مليون شخص (2011)[14]
- عدد الركاب المغادرين والقادمين إلى المطارات: 40.1 مليون شخص (2011)
- حصة القطاع غير العام في الرحلات الداخلية: 60% (2011)

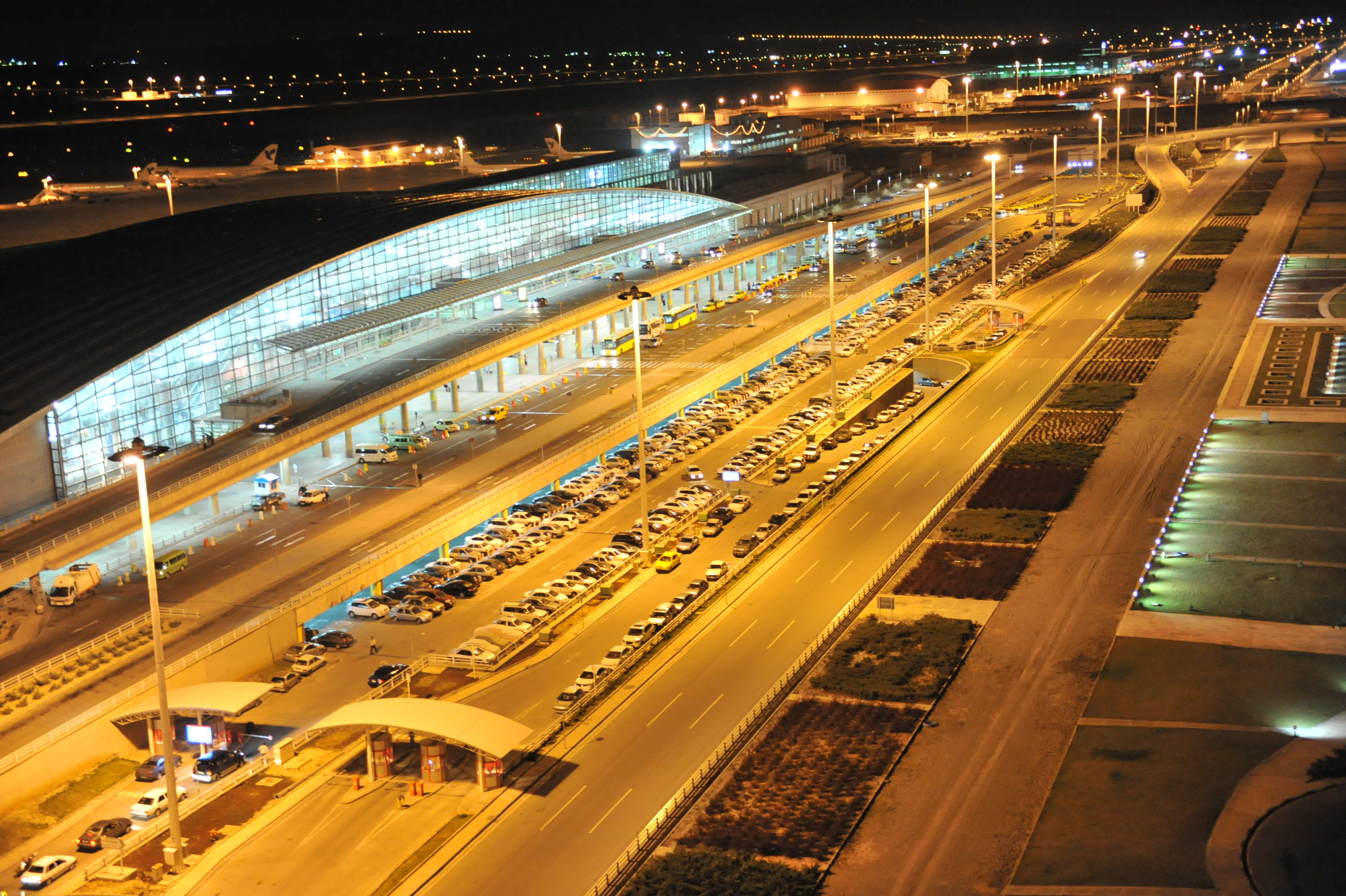
مطار الامام الخميني الدولي

- حصة القطاع غير العام في الرحلات الدولية: 58.7% (2011)

## روابط خارجية
المنظمات الرئيسية
- الموقع الرسمي لوزارة الطرق والتنمية الحضرية في إيران
- الموقع الرسمي لمنظمة صيانة الطرق والنقل في إيران
- منظمة الطيران المدني الإيرانية
- شركة سكك حديد إيران
- الموقع الرسمي لشركة رجا للنقل بالسكك الحديدية
- الموانئ والمنظمة البحرية الإيرانية

الإحصاء
- نظرة عامة على صناعة اللوجستيات في إيران (Financial Tribune 2017)
- المراجعات السنوية - تقارير البنك المركزي الإيراني، بما في ذلك إحصاءات النقل في إيران.
- إيران في الخرائط - بي بي سي
- كتاب حقائق وكالة المخابرات المركزية (إحصاءات النقل الإيرانية)
- مطارات إيران
- خصخصة وهيكل نظام النقل في إيران (2000)
- دراسة النقل الشاملة لإيران (CTSI) هي خطة رئيسية لحركة البضائع والركاب في إيران.
- قائمة مشاريع الاستثمار الأجنبي المباشر في قطاع النقل اعتبارًا من عام 2016

أشرطة فيديو
- النقل العام في إيران وانتشار نظام المترو - Press TV (2010)
- نظام العبور الإيراني - Press TV (2011)
- صناعة بناء السفن الإيرانية - Press TV (2011)
- نظام مترو أنفاق إيران - Press TV (2012)
- قدرة العبور الإيرانية - Press TV (2016)